# Rohizna, Skvîra
Rohizna (în ucraineană Рогізна) este localitatea de reședință a comunei Rohizna din raionul Skvîra, regiunea Kiev, Ucraina.

## Demografie
Componența lingvistică a localității Rohizna
     Ucraineană (99,47%)
     Alte limbi (0,53%)
Conform recensământului din 2001, majoritatea populației localității Rohizna era vorbitoare de ucraineană (99,47%), existând în minoritate și vorbitori de alte limbi.